# Smaragdzöld sáska
A smaragdzöld sáska (Euthystira brachyptera) a sáskafélék családjába tartozó, Eurázsiában honos sáskafaj.

## Megjelenése
A smaragdzöld sáska testhossza a hím esetében 14–17 mm, a nőstény 19–22 mm. Kis termetű, karcsú faj. Alapszíne fémes-selymes fénnyel csillogó élénk világoszöld, néha sárgás-aranyos. A szem mögött egy sötétebb zöld csík húzódik a szárnytőig, néha fekete szegéllyel. A torpajzs oldalsó lebenyei világosabbak. A hátsó láb térde halvány. A hím elülső szárnya zöldesen átlátszó és legfeljebb a combközépig ér. A nőstény elülső szárnyai csökevényesek, vöröses színűek, nem érnek össze a háton; néha előfordulnak hosszúszárnyú egyedek is. A nőstények tojókampói nagymértékben megnyúltak és finoman fogazottak.
Ciripelése elég halk, kb. 5 méterre hallatszik el és az aranyos sáskáéhoz hasonlít. Éneke cirpelések sorozata 2-6 másodperces szünetekkel. Napközben ciripel, néha este is.

### Hasonló fajok
Az aranyos sáska és a rövidszárnyú rétisáska hasonlít hozzá.

## Elterjedése
Eurázsia mérsékelt éghajlati övében fordul elő a Pireneusoktól egészen Szibériáig. Az Ibériai-félszigetről és Dél-Olaszországból hiányzik, de a Balkánon megtalálható. Magyarországon főleg a hegy- és dombvidékek lakója, tömeges is lehet.

## Életmódja
Főleg a magas füvű, nedvesebb réteket kedveli. Feltűnően gyakran találhatók a nádtippan fajokon. A hegyekben az alpesi gyepeket is eléri.
Peterakása különleges a sáskák között: A nőstény hátsó lábaival néhány fűszálat kis csomóba húz össze, majd potrohából habos váladékot préselve közé, 5-6 petét rak. A megszáradt habágy védelmet nyújt a peték kiszáradása ellen. A petegubók az ősszel elszáradó levelekkel az avarba kerülnek, ahol a fagyoktól valamelyest védve áttelelnek. A következő tavasszal hamar kikelnek, az első lárvák már március végén megfigyelhetők. A kifejlett egyedekkel május végétől novemberig találkozhatunk.

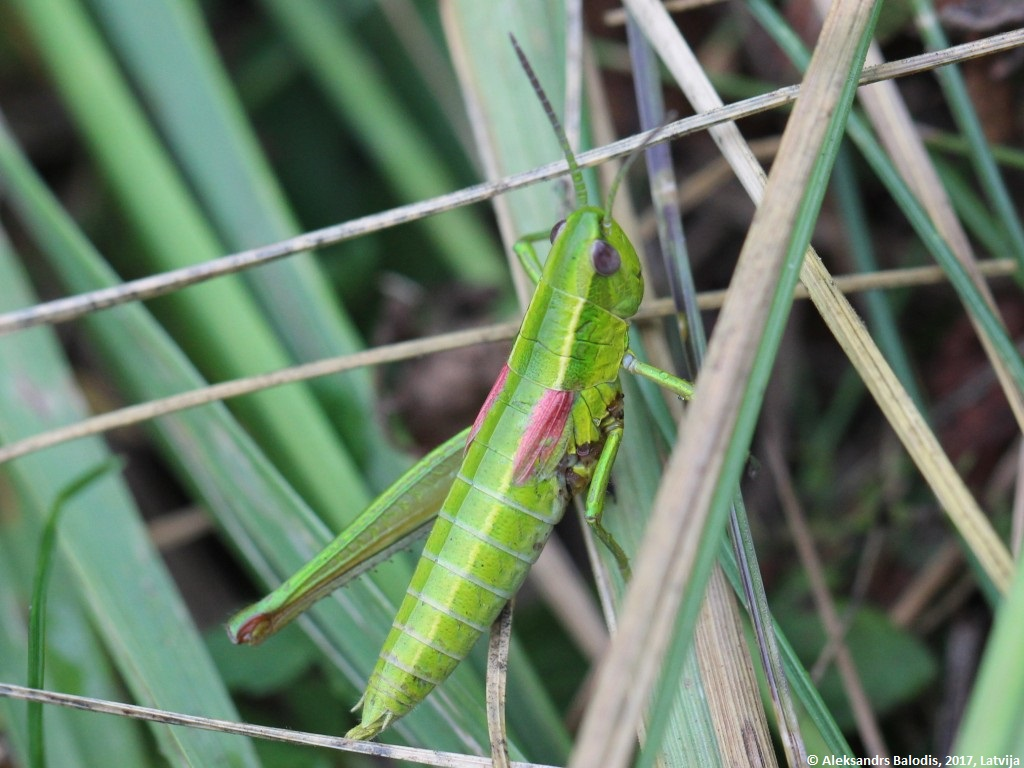
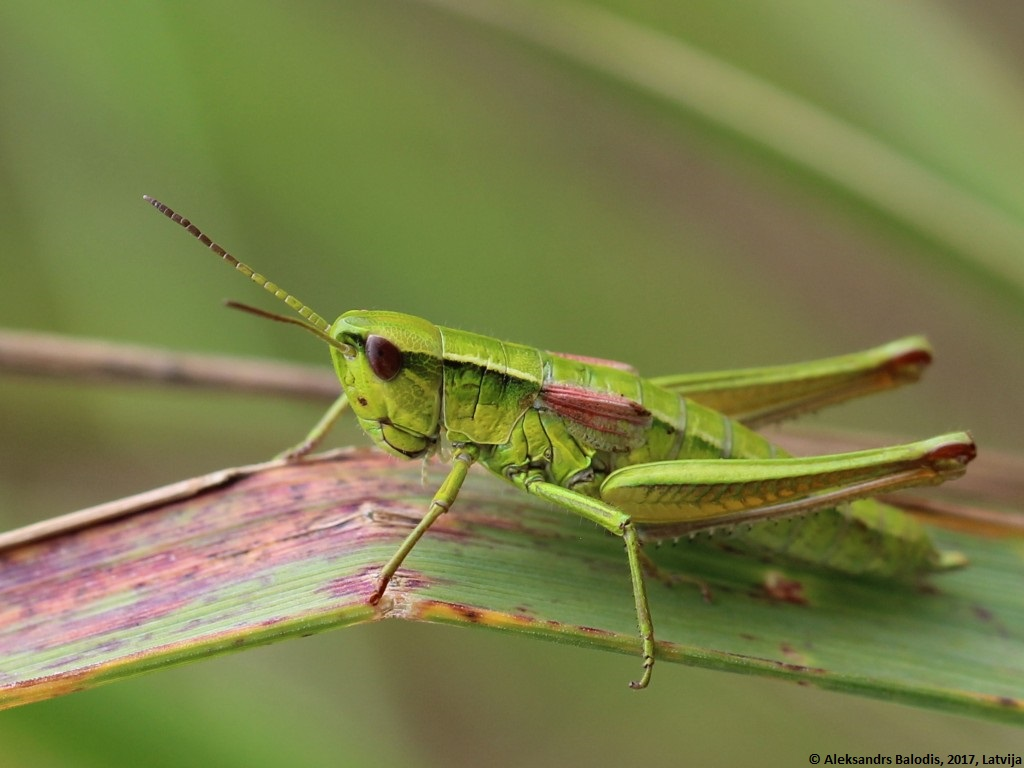
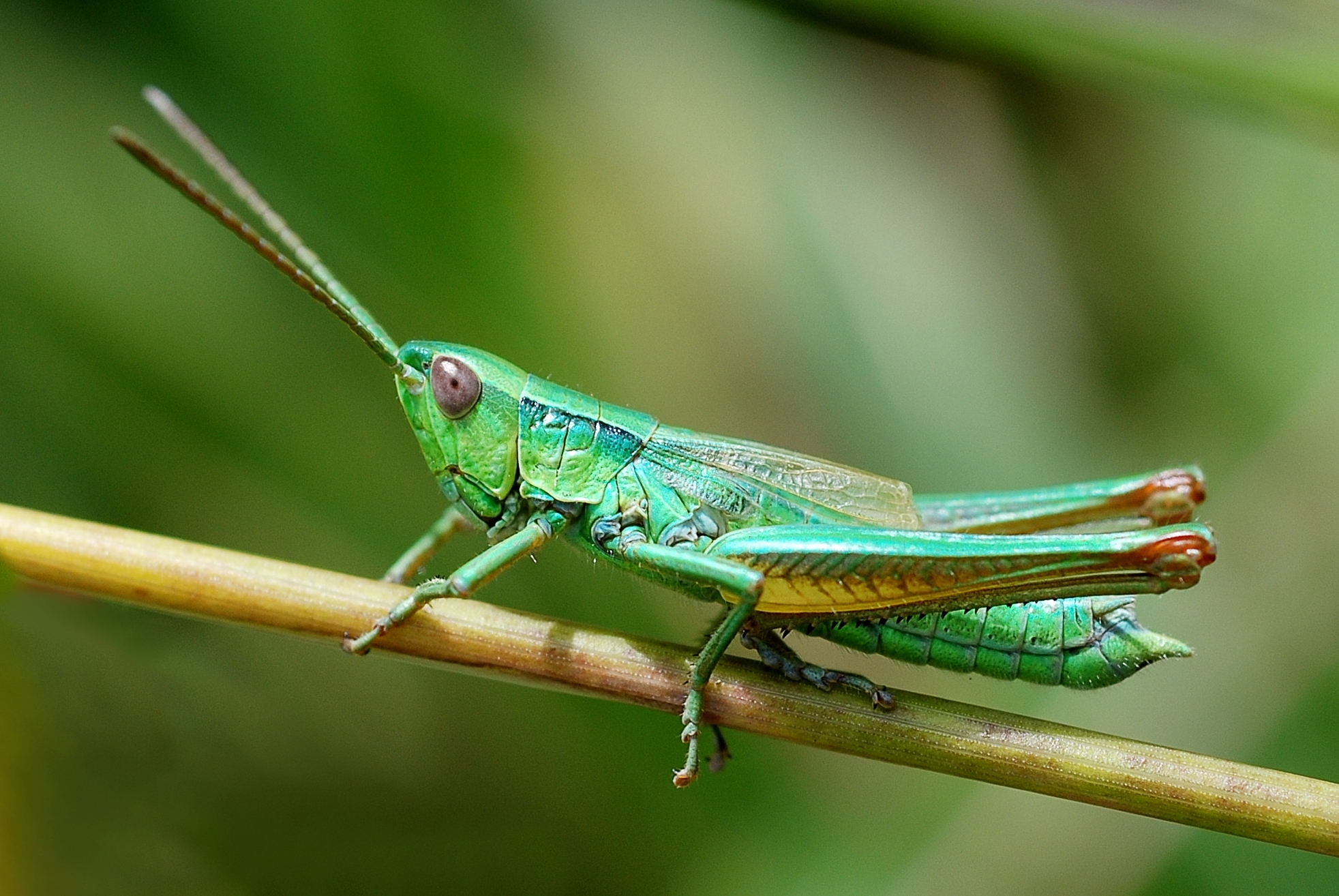
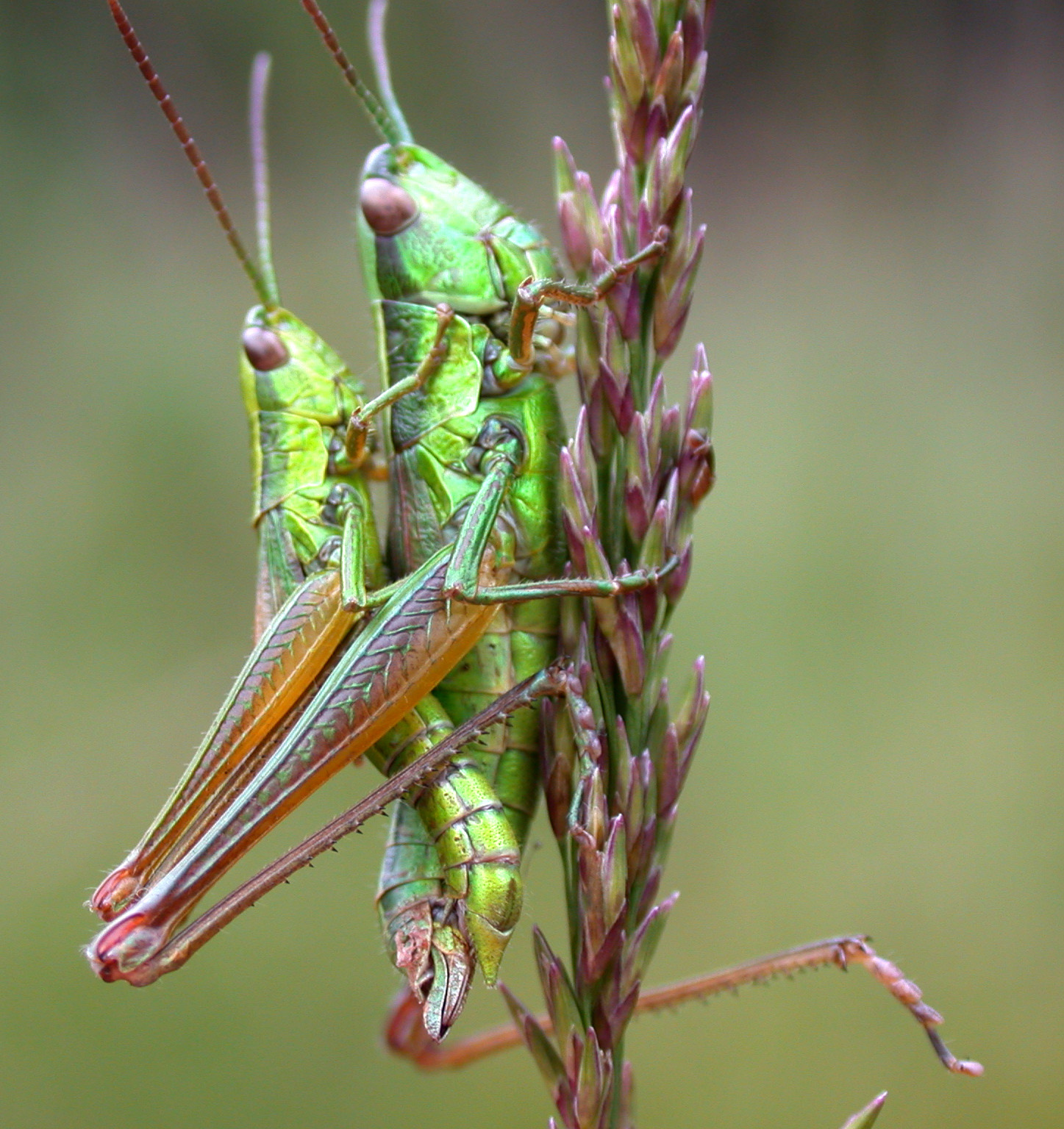
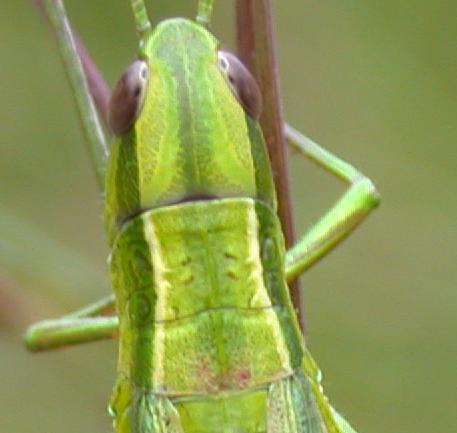

Magyarországon nem védett.